# Super Bowl 50
Super Bowl 50 a fost un meci de fotbal american care a decis campioana sezonului 2015 al National Football League (NFL). Jocul s-a desfășurat pe 7 februarie 2016 la Levi's Stadium în Santa Clara, California. Echipele care s-au disputat au fost campionii Conferinței Naționale de Fotbal (NFC), Carolina Panthers și campionii Conferinței Americane de Fotbal (AFC), Denver Broncos. Broncos a obținut cel de-al treilea titlu Super Bowl, învingând Carolina Panthers cu 24–10.
Panthers a terminat sezonul regulat cu 15 victorii și o înfrângere, reușind să acceadă în Super Bowl prin victoria contra echipei Arizona Cardinals cu scorul de 49–15. Aceasta a fost cea de-a doua participare a echipei la Super Bowl, de la înființare în 1995. Broncos a terminat sezonul regulat cu 12 victorii și 4 înfrângeri, neoferindu-i echipei New England Patriots șansa de a-și apăra titlul Super Bowl. „Patrioții” au pierdut cu 20–18 în meciul de campionat, iar Denver Broncos s-a alăturat echipelor Patriots, Dallas Cowboys și Pittsburgh Steelers în lista echipelor cu opt apariții la Super Bowl.
Pentru a sărbători ediția jubiliară, în loc de cifre romane s-au folosit cifre arabice: în loc de L, s-a folosit numărul 50. Prima ediție a avut loc în 1967. Câștigătorul a primit pe lângă trofeul Vince Lombardi, un trofeu „50” placat cu aur de 18 karate.

## Meciul
| S | Min.  | Drive | Drive | Drive | Echipă   | Descriere                                                                                      | Puncte   | Puncte  |
| S | Min.  | Play  | Yard  | Timp  | Echipă   | Descriere                                                                                      | Panthers | Broncos |
| - | ----- | ----- | ----- | ----- | -------- | ---------------------------------------------------------------------------------------------- | -------- | ------- |
| 1 | 10:43 | 10    | 64    | 4:17  | Broncos  | Field goal. Brandon McManus înscrie de la 34 de yarzi.                                         | 0        | 3       |
| 1 | 6:34  | –     | –     | –     | Broncos  | Touchdown. Recuperare din fumble după 0 yarzi de către Malik Jackson, Brandon McManus șutează. | 0        | 10      |
|   |       |       |       |       |          |                                                                                                |          |         |
| 2 | 11:25 | 9     | 73    | 4:50  | Panthers | Touchdown. Jonathan Stewart fuge 1 yard, Graham Gano șutează.                                  | 7        | 10      |
| 2 | 6:58  | 4     | –1    | 2:13  | Broncos  | Field goal. Brandon McManus înscrie de la 33 de yarzi.                                         | 7        | 13      |
|   |       |       |       |       |          |                                                                                                |          |         |
| 3 | 8:18  | 7     | 54    | 2:30  | Broncos  | Field goal. Brandon McManus înscrie de la 30 de yarzi.                                         | 7        | 16      |
|   |       |       |       |       |          |                                                                                                |          |         |
| 4 | 10:21 | 6     | 29    | 2:56  | Panthers | Field goal. Graham Gano înscrie de la 39 de yarzi.                                             | 10       | 16      |
| 4 | 3:08  | 3     | 4     | 0:56  | Broncos  | Touchdown. C. J. Anderson fuge 2 yarzi, pasează.                                               | 10       | 24      |

## Televizare
În 2016, Super Bowl a fost transmis de rețeaua CBS, una dintre cele trei rețele partenere ale NFL. Cunoscut pentru recordurile stabilite în trecut, Super Bowl a doborât din nou recordul pentru prețul unui spot publicitar de 30 de secunde: 5 milioane de dolari. Lady Gaga a intonat imnul Statelor Unite. La Super Bowl-ul 2016 au luat parte solista americană Beyoncé și trupa britanică Coldplay, care au întreținut atmosfera în pauza meciului. De asemenea, și Bruno Mars a performat.